# Jesper Jensen (ishockeyspiller)
 For alternative betydninger, se Jesper Jensen. (Se også artikler, som begynder med Jesper Jensen)
Jesper Jensen (født 5. februar 1987) er en dansk-svensk ishockeyspiller, der spiller for Frederikshavn White Hawks i den bedste danske række. Han har tidligere spillet for en række svenske klubber, IC Gentofte og været en del af Nordjyllands Sportscollege. Han var med Ishockey VM i 2009, 2010 samt 2011 for Danmark.
Han har boet af det meste af sit liv i Sverige, men flyttede i 2003 til Danmark og grundet hans ene forældre er dansk, fik han i 2005 dansk statsborgerskab.[kilde mangler]